# Åbenrå-Sønderborg Amt

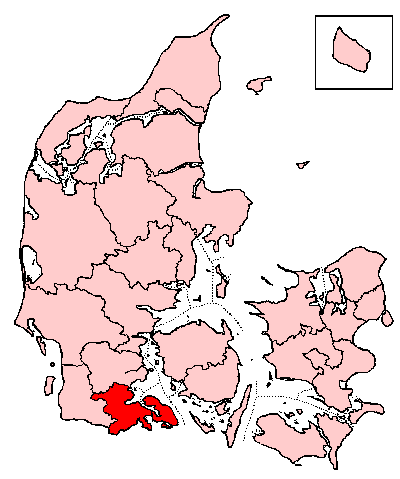
Lage von Aabenraa-Sønderborg Amt in Dänemark 1932–1970

Aabenraa-Sønderborg Amt war von 1932 bis 1970 ein Amtsbezirk in Dänemark.
Es wurde 1932 aus den verhältnismäßig kleinen Ämtern Aabenraa Amt und Sønderborg Amt gebildet. Dabei bewahrten die alten Amtskreise eine eigene Amtsvertreterversammlung (amtsråd), wurden aber administrativ unter einem gemeinsamen Amtsvorsteher zusammengefasst. Aufgrund dieser Zwitterstellung fand in Dänemark auch die Pluralbezeichnung Aabenraa-Sønderborg amter Verwendung. Erster Amtsvorsteher wurde Kresten Refslund Thomsen, der bis 1954 im Amt blieb. Zuvor war er bereits von 1920 bis 1932 Amtsvorsteher in Aabenraa Amt gewesen.
Amtssitz blieb das schon vom Aabenraa Amt genutzte Schloss Brundlund.
Mit der Kommunalreform 1970 ging Aabenraa-Sønderborg Amt im neuen Sønderjyllands Amt auf.

## Geografie
Aabenraa-Sønderborg Amt umfasste den südöstlichen Teil von Nordschleswig mit der Insel Alsen und der Halbinsel Sundewitt. Der westliche Teil besteht aus flachen, meist sandigen Heide-Flächen mit Wiesen und Mooren, der östliche, an die Ostsee grenzende Teil verfügt über fruchtbare Lehmböden und Buchenmischwälder. Im Süden bildet die Flensburger Förde eine natürliche Grenze, an der nördlichen Amtsgrenze erreicht der Knivsberg eine Höhe von 97 m. 

## Geschichte
Die Volksabstimmung in Schleswig hatte 1920 nationale Minderheiten beiderseits der Grenze entstehen lassen. Aabenraa-Sønderborg war Schauplatz des zunächst angespannten Verhältnisses beider Volksgruppen. Auf dem Knivsberg erhob sich bis zu seiner Sprengung im August 1945 ein Bismarckturm als Sammelpunkt der deutschsprachigen Minderheit. Auch die Düppeler Mühle, ein dänisches Nationalsymbol, befindet sich im Amtsgebiet.
Amtsvorsteher Kresten Refslund Thomsen bemühte sich um eine ausgleichende Politik, um Forderungen nach einer erneuten Grenzrevision keinen Vorschub zu leisten. Während der deutschen Besatzung folgte er der kooperativen Linie der dänischen Regierung, sowohl aufgrund seines Selbstverständnisses als loyaler Beamter als auch aus innerer Überzeugung. Dafür erntete er aus Widerstandskreisen deutliche Kritik. Im Verlauf einer Verhaftungswelle gegen dänische Polizisten, Offiziere und Beamte in den nordschleswigschen Amtskreisen wurde auch Refslund Thomsen am 26. Mai 1944 vorübergehend festgenommen. Trotzdem wurde er nach Kriegsende wegen vermeintlicher Kollaboration hart angegangen. Er blieb jedoch im Amt und versuchte weiterhin, die nationalen Gegensätze auszusöhnen, u. a. indem er als Mitglied der Schulkommission eine repressionsfreie Schulpolitik gegenüber der deutschen Minderheit förderte.
Die DNSAP, das dänische Pendant zur NSDAP, hatte ihre Hochburg im Aabenraa-Sønderborg Amt und besonders im Kirchspiel Varnæs. Dies lag wohl daran, dass der Parteiführer Frits Clausen aus Apenrade stammte und in Bovrup lebte. Allerdings kam die Partei landesweit auch während der deutschen Besatzung Dänemarks nur zu einem bescheidenen Erfolg.
Ab 1944 befand sich im Süden des Amtes das Internierungslager Frøslev für dänische Gefangene von Gestapo und SS. Die Rücktransporte skandinavischer KZ-Häftlinge im Rahmen der Rettungsaktion der Weißen Busse machten hier im Frühjahr 1945 einen Zwischenhalt. Graf Folke Bernadotte führte von Schloss Brundlund aus Verhandlungen mit Vertretern des NS-Regimes. Frøslev wurde unmittelbar nach Kriegsende von der dänischen Widerstandsbewegung übernommen und bis 1949 unter dem Namen Faarhus-Lager zur Internierung von Mitgliedern der deutschen Minderheit und von dänischen Kollaborateuren genutzt.